# Kanoistika na Letních olympijských hrách 2020 – C1 slalom muži
Závod ve vodním slalomu C1 mužů na Letních olympijských hrách 2020 se konal na kanále Kasai Rinkai Park v Tokiu ve dnech 25.–26. července 2021. Zlatou medaili získal Slovinec Benjamin Savšek, český kanoista Lukáš Rohan vybojoval stříbro.

## Pozadí
Tato soutěž se konala na olympiádě podeváté (1972 a pak na každé letní olympiádě od roku 1992 dále). Ani obhájce zlaté medaile z Ria 2016 Denis Gargaud Chanut, ani úřadující mistr světa Cédric Joly se soutěže nezúčastnili, Francie nominovala Martina Thomase.

## Olympijská kvalifikace
Dle pravidel Mezinárodního olympijského výboru (MOV) mohl v soutěži nastoupit pouze jeden kanoista z každé zúčastněné země. K dispozici bylo 17 kvalifikačních míst, přidělených podle následujícího klíče:
- 1 místo pro pořádající zemi (Japonsko)
- 11 míst podle výsledků dosažených na Mistrovství světa ve vodním slalomu 2019
- 5 míst podle kontinentálních kvalifikací (1 místo pro každý kontinent)

Soutěže se rovněž zúčastnil ruský reprezentant Pavel Eigel, který měl zajištěnou účast v soutěži kajakářů (K1 muži).
Kvalifikační místa byla přidělována národním olympijským výborům, nikoliv přímo kanoistům, kteří je vybojovali (tj. národní olympijský výbor měl právo nominovat jiného kanoistu).

## Program
Všechny časy jsou v JST (Japan Standard Time, UTC+9, SELČ+7)
Soutěž byla rozložena do dvou po sobě následujících dnů, první den se jely dvě kvalifikační jízdy, druhý den pak semifinále a finále.
| Datum                      | Čas   | Fáze              |
| -------------------------- | ----- | ----------------- |
| Neděle, 25. července 2021  | 13:00 | Kvalifikace       |
| Pondělí, 26. července 2021 | 14:00 | Semifinále Finále |

## Výsledky
| Pořadí           | Čís. | Kanoista            | Země                   | Kvalifikace | Kvalifikace | Kvalifikace | Kvalifikace | Kvalifikace | Kvalifikace | Semifinále  | Semifinále  | Semifinále  | Finále      | Finále      | Finále      |
| Pořadí           | Čís. | Kanoista            | Země                   | 1. jízda    | Pen.        | 2. jízda    | Pen.        | Započítáno  | Pořadí      | Čas         | Pen.        | Pořadí      | Čas         | Pen.        | Pořadí      |
| ---------------- | ---- | ------------------- | ---------------------- | ----------- | ----------- | ----------- | ----------- | ----------- | ----------- | ----------- | ----------- | ----------- | ----------- | ----------- | ----------- |
| Zlatá medaile    | 3    | Benjamin Savšek     | Slovinsko              | 98,82       | 2           | 105,87      | 4           | 98,82       | 2           | 104,26      | 2           | 5           | 98,25       | 0           | 1           |
| Stříbrná medaile | 8    | Lukáš Rohan         | Česko                  | 103,98      | 2           | 102,15      | 2           | 102,15      | 8           | 103,68      | 2           | 4           | 101,96      | 2           | 2           |
| Bronzová medaile | 1    | Sideris Tasiadis    | Německo                | 100,69      | 0           | 101,23      | 0           | 100,69      | 6           | 105,35      | 2           | 6           | 103,70      | 0           | 3           |
| 4                | 4    | Adam Burgess        | Velká Británie         | 99,82       | 0           | 99,64       | 2           | 99,64       | 3           | 106,18      | 2           | 8           | 103,86      | 0           | 4           |
| 5                | 5    | Martin Thomas       | Francie                | 102,75      | 2           | 102,83      | 4           | 102,75      | 9           | 100,65      | 0           | 1           | 104,98      | 0           | 5           |
| 6                | 2    | Matej Beňuš         | Slovensko              | 99,61       | 0           | 96,89       | 0           | 96,89       | 1           | 106,40      | 2           | 9           | 105,60      | 2           | 6           |
| 7                | 14   | Zachary Lokken      | Spojené státy americké | 99,74       | 0           | 166,94      | 6           | 99,74       | 4           | 105,97      | 2           | 7           | 106,08      | 2           | 7           |
| 8                | 7    | Ander Elosegi       | Španělsko              | 103,78      | 4           | 101,51      | 0           | 101,51      | 7           | 103,15      | 2           | 3           | 106,59      | 2           | 8           |
| 9                | 12   | Daniel Watkins      | Austrálie              | 158,43      | 54          | 103,07      | 2           | 103,07      | 10          | 101,28      | 0           | 2           | 108,18      | 2           | 9           |
| 10               | 13   | Takuja Haneda       | Japonsko               | 106,57      | 0           | 105,15      | 2           | 105,15      | 13          | 107,82      | 0           | 10          | 109,30      | 4           | 10          |
| 11               | 10   | Matija Marinić      | Chorvatsko             | 100,33      | 0           | 101,66      | 2           | 100,33      | 5           | 109,94      | 2           | 11          | nepostoupil | nepostoupil | nepostoupil |
| 12               | 17   | Alexandr Kulikov    | Kazachstán             | 109,95      | 2           | 107,43      | 2           | 107,43      | 15          | 110,23      | 2           | 12          | nepostoupil | nepostoupil | nepostoupil |
| 13               | 9    | Thomas Koechlin     | Švýcarsko              | 105,66      | 4           | 104,57      | 0           | 104,57      | 12          | 111,20      | 6           | 13          | nepostoupil | nepostoupil | nepostoupil |
| 14               | 6    | Grzegorz Hedwig     | Polsko                 | 109,09      | 6           | 105,95      | 4           | 105,95      | 14          | 112,16      | 4           | 14          | nepostoupil | nepostoupil | nepostoupil |
| 15               | 11   | Liam Jegou          | Irsko                  | 174,57      | 50          | 104,40      | 2           | 104,40      | 11          | 208,39      | 100         | 15          | nepostoupil | nepostoupil | nepostoupil |
| 16               | 15   | Cameron Smedley     | Kanada                 | 161,07      | 54          | 108,12      | 4           | 108,12      | 16          | nepostoupil | nepostoupil | nepostoupil | nepostoupil | nepostoupil | nepostoupil |
| 17               | 16   | Jean-Pierre Bourhis | Senegal                | 111,16      | 2           | 110,93      | 0           | 110,93      | 17          | nepostoupil | nepostoupil | nepostoupil | nepostoupil | nepostoupil | nepostoupil |
| 18               | 18   | Pavel Eigel         | Sportovci ROV          | 119,60      | 4           | DNS         | DNS         | 119,60      | 18          | nepostoupil | nepostoupil | nepostoupil | nepostoupil | nepostoupil | nepostoupil |